# 张逸杰
张逸杰（1999年9月2日—），出生于广东省深圳市，中国大陸男演员。2010年，因出演公益电影《宝贝快跑》而正式进入演艺圈。2014年8月，正式签约于正工作室。2016年，以“天天小兄弟”之一的身份加盟湖南卫视脱口秀节目《天天向上》；之后，还主演了青春校园励志电影《李雷和韩梅梅》。2017年1月，出演古装言情剧《凤囚凰》，从开播起就被网友评价为“最符合原著的角色”。

## 生平
2005年，张逸杰在深圳清华实验学校里完成了小学和初中两个阶段的学习。在小学一年级时学习跆拳道，二年级涉猎足球篮球和游泳，还为了强身健体而学习武术。在成为演员后，张逸杰为了不落下学业，在上课、拍戏之外，不多的业余时间也花在家教补习上。
2016年6月，张逸杰参与由陈坤发起的心灵公益建设类项目“行走的力量”，助阵公益之行。
2017年，张逸杰报名北京电影学院参加艺考，遗憾地未通过文化课考试。

## 简历
2010年，因出演公益电影《宝贝快跑》而正式进入演艺圈。之后，参演首部电影《快乐童年》，开始了自己的演艺生涯。
2011年，出演个人首部电视剧《中国1921》。
2012年，首次在功夫喜剧《开心大冒险》中担任主角。同年因出演李国立的古装剧《轩辕剑之天之痕》和李云亮的抗战剧《母亲，母亲》，而受到更多关注。
2013年参演的抗战剧《烽火长城》饰演少年抗日英雄王二小。之后，参演了古装悬疑电视剧《施公案》。
2014年7月2日，参演由杨幂和李易峰等联袂主演的古装玄幻剧《古剑奇谭》，在剧中张逸杰饰演少年大师兄陵越。7月14日，参演的抗战剧《战长沙》登陆中央电视台八套黄金档播出。8月正式签约于正工作室，9月13日首次登上湖南卫视综艺节目快乐大本营，完成了自己的综艺首秀。12月3日，参演古装武侠剧《神雕侠侣》上映，饰演幼年武敦儒。
2015年1月29日，主演的青少年励志剧《功夫乐翻天》播出，在剧中张逸杰饰演武术高手方乐天。1月30日，参演古装爱情轻喜剧《极品新娘》播出，饰演小皇帝。2月2日，主演《逆光之恋》腾讯视频独家首播，在剧中饰演天使“空空”。10月16日出演的古装剧《班淑传奇》在腾讯视频首播。11月6日，参加《全员加速中》第一期拍摄，并于11月20日参加第三期拍摄。
2016年1月1日，张逸杰以“天天小兄弟”之一的身份加盟了湖南卫视娱乐脱口秀节目《天天向上》。2月13日，参演的古装女性励志剧《女医·明妃传》登陆东方卫视、江苏卫视，在剧中张逸杰饰演少年允良。4月，在犯罪悬疑网络剧《美人为馅》中饰演“字母军团”年龄最小的夏俊艾。7月，与张子枫搭档主演的青春校园励志电影《李雷和韩梅梅》，在片中张逸杰饰演“学霸男神”李雷。12月30日，参演的民国奇幻网络剧《半妖倾城Ⅱ》在芒果TV上线，并在剧中饰演半妖永夜，对倾城忠心耿耿，还首度挑战京剧戏份。
2017年6月，继《班淑传奇》后，与景甜再度合作，参演根据游素兰漫画作品《火王》改编的古装玄幻剧《火王之破晓之战》，在剧中张逸杰饰演司雷之神昊玥 。8月30日，古装言情轻喜剧《大王不容易》在腾讯视频播出，饰演男主角姬满；除此之外，还为该剧献唱片尾曲《我多么爱你》，而这也是张逸杰首支个人单曲。与此同时，张逸杰再度参演《火王之破晓之战》的同系列都市剧《火王之千里同风》，而在剧中饰演一个有理想有抱负的环保主义者的雷昊。12月，在由尔冬升监制的青春爆笑喜剧《超凡天赋》中饰演端木浩，演绎与蔚逸晨从一开始的敌对怀疑到最终的友好信任，一起在找回超能力的过程中收获友情与爱情的故事。
2018年1月14日，根据天衣有风同名小说改编的古装言情剧《凤囚凰》登陆湖南卫视钻石独播剧场，在剧中张逸杰饰演生性暴躁的小皇帝刘子业，不少网友点赞张逸杰的演技出神入化，被评价为“最符合原著的角色”。

## 作品

### 电视剧
| 首播   | 剧名              | 角色         | 備註     |
| ------ | ----------------- | ------------ | -------- |
| 2010   | 烽火长城          | 王二小       |          |
| 2011   | 中国1921          | 学子         |          |
| 2011   | 活佛济公2         | 必清(童年)   |          |
| 2012   | 轩辕剑之天之痕    | 宇文拓(童年) |          |
| 2012   | 母亲，母亲        | 侯云峰(少年) |          |
| 2012   | 王的女人          | 小蚱蜢       |          |
| 2013   | 新施公案          | 胤祥         |          |
| 2014   | 戰長沙            | 胡湘水       |          |
| 2014   | 匹夫英雄          | 小冬瓜       |          |
| 2014   | 加油爱人          | 張瀚宇(童年) |          |
| 2014   | 古剑奇谭          | 陵越(少年)   |          |
| 2014   | 神鵰俠侶          | 大武(童年)   |          |
| 2015年 | 功夫乐翻天        | 方乐天       |          |
| 2015年 | 极品新娘          | 皇帝         |          |
| 2015年 | 逆光之恋          | 空空         | 網絡劇   |
| 2015年 | 班淑傳奇          | 刘弘         |          |
| 2016年 | 我和妈妈走长征    | 唐小龙       |          |
| 2016年 | 女医·明妃传       | 譚允良       |          |
| 2016年 | 美人为馅第2-3季   | 夏俊艾       | 網絡劇   |
| 2016年 | 半妖倾城第二季    | 永夜         | 網絡劇   |
| 2017年 | 大王不容易        | 姬满         | 網絡劇   |
| 2018年 | 凤囚凰            | 刘子业       |          |
| 2018年 | 火王之破晓之战    | 昊玥         |          |
| 2018年 | 火王之千里同风    | 雷昊         |          |
| 2019年 | 奋斗吧，少年！    | 卓治         |          |
| 2020年 | 我的奇怪朋友      | 端木浩       | 網絡劇   |
| 2021年 | 暗恋橘生淮南      | 張明瑞       |          |
| 2021年 | 亲爱的爸妈        | 江林         |          |
| 2022年 | 传家              | 易鍾傑       |          |
| 2023年 | 可爱的坏家伙      | 沈明夕       | 網絡劇   |
| 2023年 | 反诈风暴          | 鐘藝         | 網絡短剧 |
| 2023年 | 為有暗香來        | 华戎舟       | 網絡劇   |
| 2024年 | 拜托了,身体里的她 | 程凯         | 網絡劇   |
| 2025年 | 窃心              | 陆司宴       | 網絡剧   |
| 待播   | 登录中...         |              | 網絡劇   |
| 待播   | 锦衣十日令        | 林长风       | 網絡劇   |
| 待播   | 长安变            |              | 網絡短剧 |

### 电影
| 播出日期     | 戏名         | 角色       | 备注       |
| ------------ | ------------ | ---------- | ---------- |
| 2010年       | 快乐童年     | 袁小健     |            |
| 2010年       | 边城生死恋   | 乌沙(幼年) |            |
| 2011年       | 夏日纯情     | 鞠天平     |            |
| 2012年       | 生于1978     | 陈涛(少年) |            |
| 2012年1月6日 | 开心大冒险   | 罗开心     |            |
| 2017年6月9日 | 李雷和韩梅梅 | 李雷       | 第一男主角 |

### 微电影
| 播出年份 | 戏名   | 角色 | 备注             |
| -------- | ------ | ---- | ---------------- |
| 2016     | 少年啊 |      | 与宋威龙为男主角 |

## 人物评价
在生活中，张逸杰除了是脚踏实地的演员外，也是一个努力向上的高中学生，戏中用心刻画角色，戏外更专注学业，不辜负观众期待。年纪轻轻的他，已经成为了众多热门剧中的宠儿，他在快乐大本营上的出色表现让人看到了他的潜力。
张逸杰除了优秀的武术功底之外，歌唱、舞蹈、魔术也是样样精通；此外，张逸杰有优秀的模仿能力，凭着武术底子，成龙、李小龙的很多动作都手到擒来，但最为人称道的还是对周星驰喜剧桥段的模仿，张逸杰长期模仿练就了优秀的观察力和对事物的吸收能力。
张逸杰青春向上，有韧劲、执着与探索精神，更是多才多艺。从《古剑奇谭》里的少年陵越，再到《神雕侠侣》的大武武敦儒，张逸杰所塑造的每个角色形象都给大家留下深刻的印象。